# Dennis Clifford
Dennis Clifford (Bridgewater (Massachusetts), 29 de fevereiro de 1992) é um basquetebolista profissional estunidense que atualmente joga pelo Sport Lisboa e Benfica, Portugal. O atleta tem 2,16m de altura, pesa 118kg e atua na posição de pivô.

Em junho de 2021, ajudou o SL Benfica a vencer o campeonato nacional, não sem antes sofrer algumas lesões graves que fizeram com que estivesse de fora por algum tempo.